# Région de la Scenic Rim
La région de la Scenic Rim (en anglais : Scenic Rim Region) est une zone d'administration locale située dans l'État du Queensland en Australie, dont le siège est Beaudesert.

## Géographie
La région s'étend sur 4 256 km2 dans le Queensland du Sud-Est, entre l'agglomération de Brisbane au nord et la frontière avec la Nouvelle-Galles du Sud, et est traversée en partie par la chaîne de la Scenic Rim.
Elle comprend les villes de Beaudesert et Boonah, ainsi que les localités d' Allandale, Allenview, Anthony, Aratula, Barney View, Beechmont, Benobble, Biddaddaba, Binna Burra, Birnam, Blantyre, Boyland, Bromelton, Bunburra, Bunjurgen, Burnett Creek, Cainbable, Cannon Creek, Canungra, Carneys Creek, Charlwood, Chinghee Creek, Christmas Creek, Clumber, Coleyville, Coochin, Coulson, Croftby, Cryna, Darlington, Dugandan, Fassifern, Fassifern Valley, Ferny Glen, Flying Fox, Frazerview, Frenches Creek, Gleneagle, Harrisville, Hillview, Hoya, Illinbah, Innisplain, Josephville, Kagaru, Kalbar, Kents Lagoon, Kents Pocket, Kerry, Knapp Creek, Kooralbyn, Kulgun, Lamington, Laravale, Limestone Ridges, Lower Mount Walker, Maroon, Merryvale, Milbong, Milford, Milora, Moogerah, Moorang, Morwincha, Mount Alford, Mount Barney, Mount Edwards, Mount Forbes, Mount French, Mount Gipps, Mount Lindesay, Mount Walker, Mount Walker West, Munbilla, Mutdapilly, Nindooinbah, North Tamborine, Oaky Creek, Obum Obum, O'Reilly, Palen Creek, Peak Crossing, Radford, Rathdowney, Roadvale, Rosevale, Running Creek, Sarabah, Silverdale, Southern Lamington, Tabooba, Tabragalba, Tamborine, Tamborine Mountain, Tamrookum, Tamrookum Creek, Tarome, Templin, Teviotville, Undullah, Veresdale, Veresdale Scrub, Wallaces Creek, Warrill View, Washpool, Wilsons Plains, Witheren, Wonglepong, Woolooman et Wyaralong.

## Histoire
La région est créée le 15 mars 2008 par la fusion du comté de Boonah avec la partie sud du comté de Beaudesert et une partie de la ville d'Ipswich.

## Démographie
| 2011   | 2016   | 2021   |
| ------ | ------ | ------ |
| 36 456 | 40 072 | 42 984 |

## Politique et administration
Le conseil comprend le maire et six autres membres, élus pour un mandat de quatre ans. Les dernières élections ont eu lieu le 28 mars 2020.

### Liste des maires
| Période    | Période  | Identité         | Étiquette   | Qualité |
| ---------- | -------- | ---------------- | ----------- | ------- |
| 2008       | 2016     | John Brent       | Indépendant |         |
| avril 2016 | en cours | Greg Christensen | Indépendant |         |

La zone est rattachée à la circonscription de Wright pour les élections fédérales et à celle de Scenic Rim pour les élections à l'Assemblée législative du Queensland.